# Gilles Dumas
Pas d'image ? Cliquez ici

a Compétitions nationales et continentales officielles uniquement.

b Matchs officiels uniquement.
Gilles Dumas, né le 14 décembre 1962 à Saint-Gaudens, est un joueur de rugby à XIII international français devenu entraîneur et président de club, et qui a eu des expériences de consultant sportif sur la chaîne L'Équipe, au côté de Benoît Cosset, sur des rencontres de rugby à XIII. Durant sa carrière de joueur dans les années 1980 et 1990, il évolue au poste d'arrière, de demi de mêlée ou de demi d'ouverture. Il est ensuite entraîneur officiant dans différents clubs comme Saint-Gaudens et Toulouse, et a été sélectionneur de l'équipe de France.
Il est considéré comme l'un des meilleurs joueurs français de son époque tout en restant fidèle à son club de Saint-Gaudens avec lequel il remporte le Championnat de France en 1991 et la Coupe de France en 1991 et 1992. Il connaît par ailleurs trente-deux sélections en équipe de France en y étant capitaine et y dispute les Coupes du monde 1985-1988 et 1989-1992.
Après avoir mis un terme à sa carrière de joueur, il devient entraîneur de Saint-Gaudens qu'il mène en finale du Championnat de France en 1999 et en 2003, ainsi que sélectionneur de l'équipe de France de 1999 à 2004 dont une participation à la Coupe du monde 2000. En 2008, il entraîneur Toulouse en Championship puis en Championnat de France jusqu'en 2013. Il revient alors à Saint-Gaudens pour en prendre la présidence puis en redevient son entraîneur entre 2017 et 2019.

## Biographie
Son père est un dirigeant de Saint-Gaudens. Gilles Dumas grandit donc aux côtés de Marsolan, Molinier, Marracq et intègre à l'âge de dix ans le club de Saint-Gaudens où il effectue toute sa carrière hormis quatre mois en Australie en 1987. Capitaine de nombreuses années, il y remporte le titre du Championnat de France en 1991 ainsi que deux titres de Coupes de France en 1991 et 1992. Il intègre également l'équipe de France y devenant titulaire et capitaine entre 1986 et 1993. Il n'a pas tenté sa chance en Angleterre malgré une signature de contrat en 1990 avec Hull en raison d'une pubalgie. Il a eu à plusieurs reprises des propositions émanant de clubs de rugby à XV tels que Toulon, Grenoble ou Hyères mais n'a jamais changé de code de rugby. Un auteur considère qu'au cours de sa carrière il se sera montré « l'un des meilleurs demi de mêlée de la planète » et lui reconnait un sens du drop « comparable à nul autre joueur ».
Il devient ensuite l'entraîneur de Saint-Gaudens qu'il mène en finale du Championnat de France en 1999 et en 2003. Il prend ensuite dans le rôle d'un bénévole le poste de manager de l'équipe de France entre 2005 et 2008 avec John Monie au poste de sélectionneur puis de 2013 à 2015 avec Richard Agar comme sélectionneur. Il prend en 2008 parallèlement le poste d'entraîneur du Toulouse olympique XIII. Avec ce dernier, il dispute le Championship, second échelon du Championnat d'Angleterre, mais ne parvient pas à qualifier le club pour la phase finale, puis réintègre le Championnat de France. Il quitte son poste d'entraîneur du Toulouse olympique XIII en décembre 2013 remplacé par son adjoint Sylvain Houles. Un an plus en août 2014, il co-préside le club de Saint-Gaudens au côté d'Anthony Grèzes puis redevient l'entraîneur durant deux saisons entre 2017 et 2019.
Par ailleurs dans la vie civile, après avoir été ingénieur patrimonial aux assurances AGF, il reprend en 2002 une maison de la presse sur Saint-Gaudens au 7 rue Thiers.

## Palmarès

### En tant que joueur
- Collectif :
  - Vainqueur du Championnat de France : 1991 (Saint-Gaudens)[6].
  - Vainqueur de la Coupe de France : 1991 et 1992 (Saint-Gaudens)[7].

- Individuel :
  - Élu meilleur jeune joueur français : 1982.

### En tant qu'entraîneur
- Collectif :
  - Finaliste du Championnat de France : 1999[8] et 2003 (Saint-Gaudens).